# Leslie Law
Leslie Law (Hereford, 5 maggio 1965) è un cavaliere britannico.
Ha vinto tre medaglie olimpiche nell'equitazione: una medaglia d'oro alle Olimpiadi 2004 svoltesi ad Atene nel concorso completo individuale, una medaglia d'argento sempre ad Atene 2004 nel concorso completo a squadre e un'altra medaglia d'argento alle Olimpiadi di Sydney 2000 nel concorso completo a squadre.